# Masyw Piaskowej
Masyw Piaskowej – masyw górski w północno-zachodniej części Pogórza Przemyskiego, którego najwyższym szczytami jest góra Kamienna (469 m n.p.m.) i góra Piaskowa (436 m n.p.m.)

## Topografia
Rozległy masyw górski, sąsiadujący od północnego zachodu z Pasmem Kruszelnicy, od południowego zachodu z potokiem Lipka, od południa z Pasmem Kiczerki, wsią Bircza, a także z rzeką Stupnicą od południa i wschodu.
Masyw ma kształt zbliżony do podkowy, otaczający z niemal wszystkich stron osadę Kotów. Jest w znacznej części zalesiony, miejscami występują łąki i mokradła.

## Szlaki turystyczne
Niebieski szlak turystyczny Rzeszów - Grybów